# Allophylus sechellensis
Allophylus sechellensis là một loài thực vật có hoa trong họ Bồ hòn. Loài này được Summerh. mô tả khoa học đầu tiên năm 1928.